# 泥城镇
泥城镇是中国上海市浦东新区下辖的一个镇。位于南汇区惠南镇东南约20公里，东邻芦潮港镇和东海农场，南靠杭州湾和芦潮港农场，西连彭镇镇，北接书院镇和万祥镇。1994年设镇。2002年7月，撤销泥城镇、彭镇镇建制，建立新的泥城镇。面积61.5平方公里。户籍人口5.87万（2008年）。

## 行政区划
泥城镇下辖以下地区：
泥城社区、彭镇社区、云锦苑社区、云帆苑社区、云松苑社区、云绣苑社区、云翔苑社区、云荷苑社区、云欣苑社区、人民村、横港村、公平村、龙港村、海关村、中泐村、彭庙村、永盛村、新泐村、马厂村和杭园村。